# Akita-præfekturet
 For alternative betydninger, se Akita. (Se også artikler, som begynder med Akita)
Akita-præfekturet (秋田県 Akita-ken) er et præfektur i Japan.
Præfekturet ligger i regionen Tōhoku på den nordlige del af øen Honshū. Det har et areal på 11.638 km2
og et befolkningstal på 946.380 (2021) indbyggere. Hovedbyen og den største by er Akita.
Hunderacen Akita er opkaldt efter Akita-præfekturet, hvor man antager at den blev skabt.